# Grand Prix Formule 1 van de Verenigde Staten 1961
De Grand Prix Formule 1 van de Verenigde Staten 1961 werd gehouden op 8 oktober op het Watkins Glen International circuit in Watkins Glen (New York). Het was de achtste en laatste race van het seizoen. 

## Uitslag
| Pos. | Nr. | Coureur           | Constructeur  | Rondes | Tijd / Oorzaak uitval | Grid | Punten |
| ---- | --- | ----------------- | ------------- | ------ | --------------------- | ---- | ------ |
| 1    | 15  | Innes Ireland     | Lotus-Climax  | 100    | 2:13:45.8             | 8    | 9      |
| 2    | 12  | Dan Gurney        | Porsche       | 100    | +4,3 s                | 7    | 6      |
| 3    | 5   | Tony Brooks       | BRM-Climax    | 100    | +49,0 s               | 5    | 4      |
| 4    | 2   | Bruce McLaren     | Cooper-Climax | 100    | +58,0 s               | 4    | 3      |
| 5    | 4   | Graham Hill       | BRM-Climax    | 99     | +1 Ronde              | 2    | 2      |
| 6    | 11  | Jo Bonnier        | Porsche       | 98     | +2 Rondes             | 10   | 1      |
| 7    | 14  | Jim Clark         | Lotus-Climax  | 96     | +4 Rondes             | 6    |        |
| 8    | 6   | Roger Penske      | Cooper-Climax | 96     | +4 Rondes             | 16   |        |
| 9    | 16  | Peter Ryan        | Lotus-Climax  | 96     | +4 Rondes             | 13   |        |
| 10   | 3   | Hap Sharp         | Cooper-Climax | 93     | +7 Rondes             | 17   |        |
| 11   | 21  | Olivier Gendebien | Lotus-Climax  | 92     | +8 Rondes             | 15   |        |
| NF   | 19  | Roy Salvadori     | Cooper-Climax | 96     | Motor                 | 12   |        |
| NF   | 17  | Jim Hall          | Lotus-Climax  | 76     | Benzinelek            | 18   |        |
| NF   | 26  | Lloyd Ruby        | Lotus-Climax  | 76     | Magneto               | 19   |        |
| NF   | 7   | Stirling Moss     | Lotus-Climax  | 58     | Motor                 | 3    |        |
| NF   | 1   | Jack Brabham      | Cooper-Climax | 57     | Oververhitting        | 1    |        |
| NF   | 22  | Masten Gregory    | Lotus-Climax  | 23     | Versnellingsbak       | 11   |        |
| NF   | 60  | Walt Hansgen      | Cooper-Climax | 14     | Ongeluk               | 14   |        |
| NF   | 18  | John Surtees      | Cooper-Climax | 0      | Motor                 | 9    |        |
| WD   | 23  | Ken Miles         | Lotus-Climax  |        |                       |      |        |

## Statistieken
| Pole-position | Jack Brabham | Cooper-Climax | 1:17.0 |
| Snelste ronde | Jack Brabham | Cooper-Climax | 1:18.2 |

## Noot
- Dit was het debuut voor de Amerikaanse coureurs Walt Hansgen, Roger Penske en Hap Sharp; de Britse coureur Ken Miles; de Mexicaanse coureur (en toekomstig Grand Prix-winnaar) Pedro Rodríguez en de Canadese coureur Peter Ryan.
- Dit was de 25ste Grand Prix-start voor een Nieuw-Zeelandse coureur.
- Vijfde pole position en vijfde snelste ronde voor Jack Brabham en een Australische coureur.
- Vijfde podiumplaats voor Dan Gurney en tiende podiumplaats voor Tony Brooks.
- Eerste Grand Prix-winst voor Innes Ireland.
- Eerste wereldtitel voor Phil Hill en voor een Amerikaanse coureur. Hill was de zesde coureur die wereldkampioen werd.

Grand Prix Formule 1 van de Verenigde Staten: 1908 · 1910 · 1911 · 1912 · 1914 · 1915 · 1916 · 1959 · 1960 · 1961 · 1962 · 1963 · 1964 · 1965 · 1966 · 1967 · 1968 · 1969 · 1970 · 1971 · 1972 · 1973 · 1974 · 1975 · 1976 · 1977 · 1978 · 1979 · 1980 · 1989 · 1990 · 1991 · 2000 · 2001 · 2002 · 2003 · 2004 · 2005 · 2006 · 2007 · 2012 · 2013 · 2014 · 2015 · 2016 · 2017 · 2018 · 2019 · 2021 · 2022 · 2023 · 2024 · 2025 · 2026

Indianapolis 500: 1950 · 1951 · 1952 · 1953 · 1954 · 1955 · 1956 · 1957 · 1958 · 1959 · 1960

Grand Prix Formule 1 van de Verenigde Staten West: 1976 · 1977 · 1978 · 1979 · 1980 · 1981 · 1982 · 1983

Grand Prix Formule 1 van Las Vegas: 1981 · 1982 · 2023 · 2024 · 2025

Grand Prix Formule 1 van de Verenigde Staten Oost: 1982 · 1983 · 1984 · 1985 · 1986 · 1987 · 1988

Grand Prix Formule 1 van Dallas: 1984

Grand Prix Formule 1 van Miami: 2022 · 2023 · 2024 · 2025 · 2026 · 2027 · 2028 · 2029 · 2030 · 2031 · 2032 · 2033 · 2034 · 2035 · 2036 · 2037 · 2038 · 2039 · 2040 · 2041